# (11043) Pepping
(11043) Pepping (1989 YX6) – planetoida z pasa głównego asteroid okrążająca Słońce w ciągu 3,68 lat w średniej odległości 2,38 j.a. Odkryta 25 grudnia 1989 roku.